# Крушини (Куявсько-Поморське воєводство)
Крушини (пол. Kruszyny, нім. Groß Kruszyn Groß Kruschin form 25.6.1942 to 1945 Großkrossen) — село в Польщі, у гміні Боброво Бродницького повіту Куявсько-Поморського воєводства.
Населення — 516 осіб (2011).
У 1975-1998 роках село належало до Торунського воєводства.

## Демографія
Демографічна структура станом на 31 березня 2011 року:
|          | Загалом | Допрацездатний вік | Працездатний вік | Постпрацездатний вік |
| -------- | ------- | ------------------ | ---------------- | -------------------- |
| Чоловіки | 256     | 46                 | 188              | 22                   |
| Жінки    | 260     | 57                 | 144              | 59                   |
| Разом    | 516     | 103                | 332              | 81                   |